# Наташа Пирц Мусар
Наташа Пирц Мусар (словен. Nataša Pirc Musar; Љубљана, 9. мај 1968) словеначка је адвокатица и књижевница, тренутно на функцији председнице Словеније. Бивша је повереница за информације (2004—2014) и председница Црвеног крста Словеније (2015—2016).
Позната је по својим пресудама и књигама о слободи информисања, правном мишљењу и истакнутим правним случајевима, у којима је заступала Меланију Трамп (супругу Доналда Трампа), политичку странку Социјалдемократе и друге значајне клијенте. У другом кругу председничких избора 2022. године изабрана је за прву жену на функцији председника Словеније.